# 二條院讚岐
二條院讚岐（日语：／ Nijōin no Sanuki */?，1141年—1217年）是日本平安時代後期至鎌倉時代初期的女房和歌人，《百人一首》歌人和女房三十六歌仙之一，其堂姊妹是同為女房三十六歌仙的宜秋門院丹後。2002年6月26日，冷泉家時雨亭文庫藏 《二條院讚岐集》作為「私家集」的一部分獲指定為重要文化財。

## 生平
讚岐的出生年份在史料上雖然沒有明確記載，但是根據《正治二年初度百首》記載，由於她在歌中指自己快將60歲，因此推測其生於永治元年（1141年），加上在建保4年（1216年）閏6月的《內裏百番歌合》後在史料上便再沒有記載，因此推測死於建保5年（1217年），明治書院版《和歌文學大辭典》、《和歌文學辭典》、《和歌大辭典》、《國書人名辭典》、古典圖書館版《和歌文學大辭典》、《日本大百科全書》、《大辭泉》、《朝日日本歷史人物事典》、《大英國際大百科事典》以及《世界大百科事典》均持同一說法，相對地伊佐迪子以同樣理據視讚岐在正治2年（1700年）時是59歲，推測她生於康治元年（1142年）。另一方面，《國史大辭典》和《日本人名大辭典》雖然均指讚岐生卒年不詳，但是同樣記載她死於建保5年，享年約77歲。
讚岐在年少時是二條天皇的女房，擔任掌侍，在天皇死後的11、12年左右雖然行蹤不明，不過根據《尊卑分脈》記載，她與藤原重賴結婚，並且生下藤原重光和藤原有賴，《秋風抄》則記載她尚有一女，推測她在這段期間嫁予重賴，並且與他一同前往地方上任。建久年間（1190年至1199年），她出仕於宜秋門院，在建久7年（1196年）女院退下後推測隱居山林，晚年出家。另一方面，伊佐迪子引述《玉葉》等指出，讚岐在保元2年（1157年）成為二條天皇的女房，長寬元年（1163年）離任，永萬元年（1165年）成為皇嘉門院的女房，承安3年（1173年）成為九條兼實的女房，翌年2月26日（1174年3月30日）與兼實開始同居，她與兼實的孩子在承安5年7月10日（1175年7月29日）流產。文治2年6月19日（1186年7月7日），讚岐成為兼實家的北政所。

## 和歌
- 女房三十六歌仙畫
二條院讚岐
- 時代不同歌合
高內侍和二條院讚岐

| 敕撰和歌集     | 新編國歌大觀編號                                                                        |
| -------------- | --------------------------------------------------------------------------------------- |
| 千載和歌集     | 760、880、891、925                                                                      |
| 新古今和歌集   | 130、237、271、435、540、584、590、1084、1096、1120、1184、1286、1512、1542、1636、1965 |
| 新敕撰和歌集   | 26、123、222、241、403、620、691、902、963、979、1029、1160、1161                       |
| 續後撰和歌集   | 82、402、805                                                                            |
| 續古今和歌集   | 83、135、250、683、908、1078                                                            |
| 續拾遺和歌集   | 602、936                                                                                |
| 新後撰和歌集   | 289、526、1164、1609                                                                    |
| 玉葉和歌集     | 285、347、598、670、825、1073、2077、2289                                               |
| 續千載和歌集   | 214、360、1426、1488                                                                    |
| 續後拾遺和歌集 | 444、900、999                                                                           |
| 風雅和歌集     | —                                                                                       |
| 新千載和歌集   | 95、1418                                                                                |
| 新拾遺和歌集   | 98、365、1266                                                                           |
| 新後拾遺和歌集 | 1417                                                                                    |
| 新續古今和歌集 | 32、333、646、1858                                                                      |

讚岐收錄於敕撰和歌集的和歌數量眾說紛紜，《大英國際大百科事典》指是45首，《和歌大辭典》和《大辭泉》指是70首，《日本古典文學大辭典》指是71首，《朝日日本歷史人物事典》、《國史大辭典》以及古典圖書館版《和歌文學大辭典》則主張是72首，另有一首重複，作品實而不華，蘊含讓人深思的抒情風格，以通情達理的和歌為主，歌風由歌林苑風逐漸轉變成新古今風，《歌仙落書》評價其「故弄玄虛的作風雖然讓人憐憫，不過女性的和歌就應如此」（風体艶なるを先として、いとほしきさまなり。女の歌かくこそあらめとあはれにも侍るかな）。歌合方面，她先後參加在應保2年3月13日（1162年4月28日）舉行的中宮育子貝合、治承2年3月15日（1178年4月4日）舉行的別雷社歌合、建久6年正月20日（1195年3月3日）舉行的民部卿家歌合、正治2年9月30日（1200年11月8日）舉行的院當座歌合、同年舉行的石清水若宮歌合、建仁元年3月29日（1201年5月3日）舉行的新宮撰歌合、同年8月3日（9月1日）舉行的和歌所影供歌合、同年8月15日（9月13日）行的撰歌合、建仁3年（1203年）初舉行的千五百番歌合、建保4年閏6月9日（1216年7月25日）舉行的內裏百番歌合。此外，她也是《正治初度百首》、《三百六十番歌合》以及《時代不同歌合》歌人之一。

### 百人一首
- 《小倉百人一首》
二條院讚岐
菱川師宣繪本
- 《小倉擬百人一首》
二條院讚岐
矢間重太郎 妻織江
歌川國貞的浮世繪

| 《新編國歌大觀》版本 | 全日本歌牌協會版本 | 嵯峨嵐山文華館版本 | 中譯                                        |
| -------------------- | ------------------ | ------------------ | ------------------------------------------- |
|                      |                    |                    | 兩袖無乾處 誰知此恨長 滔滔潮落後 礁石水中藏 |

這首和歌收錄於《千載和歌集》卷第十二「戀歌二」，新編國歌大觀編號是760，詞書是「以寄情於石頭的愛戀為題而作」（寄石恋といへるこころをよめる），此歌同時收錄於《題林愚抄》（新編國歌大觀編號7739）以及《女房三十六人歌合》（新編國歌大觀編號48），為《和泉式部集》作品（新編國歌大觀編號94）的本歌取，由於兩歌的首句和末句不但完全相同，第二至第四句的文體也非常類似，吉海直人引述脇谷英勝的研究指出此歌甚至有抄襲的嫌疑，同時此歌也可能受到其父源賴政收錄於《源三位賴政集》的和歌（新編國歌大觀編號376和425）以及其兄源仲綱在治承3年（1179年）舉行的右大臣家歌合的作品（新編國歌大觀編號6）的影響。在《白氏文集》中「人非木石皆有情」的背景下，石頭本身象徵無情，讚岐以將石頭沉入海中消失不見來賦予其秘戀的形象，促使原本只是普通名詞的沖之石被後世穿鑿附會其位於宮城縣多賀城市或福井縣小濱市宮川區若狹灣，其中宮城縣的沖之石作為奧之細道風景地的一部分在2014年10月6日獲指定為日本國名勝，福井縣的沖之石方面，在能夠遙望沖之石的田烏的御所平則建有「二條院讚岐姬居館址」的石碑。此外，讚岐的外號「沖石之讚岐」正正便是來自此歌。
首句的意思是我的衣袖。第二句的意思是潮退時看不見，其中是下二段動詞的未然形，是表示否定的助動詞的連體形。第三句中的指遠離岸邊的海域，有沉入海裡的沖石與岸邊的退潮無關的意思，與第二句同為第四句或末句的序詞。第四句的意思是不為人所知，其中「人」指世人或戀愛對象，如果代入前者的話為獨詠，後者則是贈答歌，一般以前者來作解釋，是係助詞，是四段動詞的未然形，是表示否定的助動詞的已然形，與形成係結。末句的意思是衣袖一直被眼淚沾濕，沒有乾的時候，其中是四段動詞的連體形，是名詞，指時候，是表示強調的係助詞，是形容詞以及ク活用的終止形，《千載集》則寫作，為係結。

## 家集
讚岐的家集是《二條院讚岐集》，又稱《讚岐集》，在壽永元年（1182年）由其自行編成，為壽永百首家集之一，收錄歌數為98首，各版本家集均屬於同一系統，不過根據卷末是否存在補遺歌而分為一類本和二類本，一類本有宮內廳書陵部藏桂宮本（書架編號511·21）、御所本（書架編號501·212）、京都大學圖書館藏圖書寮舊藏本、彰考館文庫藏本（書架編號巳·8）、冷泉時雨亭文庫藏本以及國立歷史民俗博物館藏高松宮家傳來禁裏本（書架編號H·600·1408）等等。首先，桂宮本是長26.8厘米，寬20.7厘米的袋綴，藍色封面，左上是八條宮智仁親王親筆的「讚岐集」題簽，沒有內題，正文料紙是楮紙，9頁著墨，一面十二行，和歌一首一行，總共98首，不設分類，和歌大致上按春、夏、秋、冬、戀和雜來排序，各部的和歌數目分別是春（21首）、夏（16首）、秋（8首）、冬（5首）、戀（22首）和雜（21首），其中有9首和歌是二條院以及二條院三河內侍等其他人的作品，卷末的5首和歌亦非雜歌，第97首為戀歌，其餘4首則是夏歌，因此推測卷末曾經由後人添改。此外，讚岐的和歌以家集名義收錄於《夫木和歌抄》中，其中部分作品家集卻沒有收錄，因此推測這些和歌在《夫木抄》成立時尚在家集內，不過後來散佚。
其次，冷泉時雨亭文庫藏本是家集中歷史最悠久的手抄本，成書於鎌倉時代中期，也是御所本的祖本，為長22厘米，寬14.7厘米，原為粘葉裝的大和綴包背裝，栗皮色楮紙封面，外題位於靠左處以及封面背面中央部分寫有「二條院讚岐集」，正文料紙是楮紙的打紙，總共18頁，沒有奧書，與桂宮本和御所本之間略有差異，其中第16首、第24首和第31首之間的差異較大，詞書方面，第28首、第81首、第89首和第90首也有不同，第28首的話以和歌內容來看，推測冷泉時雨亭文庫藏本版本才是正確，另外冷泉時雨亭文庫藏本以及御所本的第81首和第89的詞書分別是「三川內侍」和「大殿參河」，桂宮本卻沒有記載，相反桂宮本記載第90首的詞書為「大殿參川」，冷泉時雨亭文庫藏本以及御所本卻沒有記載。另外，彰考館文庫藏本缺失第38首至第51首的上句，國立歷史民俗博物館藏本則缺失第4首。此外，二類本有東海大學桃園文庫藏阿波國文庫以及不忍文庫舊藏本、東京大學研究室藏本、谷山茂藏本、群書類從本以及京都大學圖書館藏掬翠院舊藏本等等，其中東海大學藏本從敕撰集增補57首原本不見於家集的和歌，東京大學研究室藏本、谷山茂藏本和群書類從本則收錄《新古今集》中以「雨後時鳥」和「曉月」為題的兩首和歌（新編國歌大觀編號237和435），京都大學圖書館藏本除了這兩首外，還另外收錄出自於千五百番歌合等的5首和歌。底本方面，《私家集大成》和《新編國歌大觀》以桂宮本為底本，《新編私家集大成》和《冷泉時雨亭叢書》則以冷泉時雨亭文庫藏本為底本。

### 註解
1. ↑  詞書是指該和歌的主題和寫作動機等相關事宜以及用作說明繪卷的文章[23]。

## 外部連結
- . 國書數據庫 （日语）.